# 사이드 미러

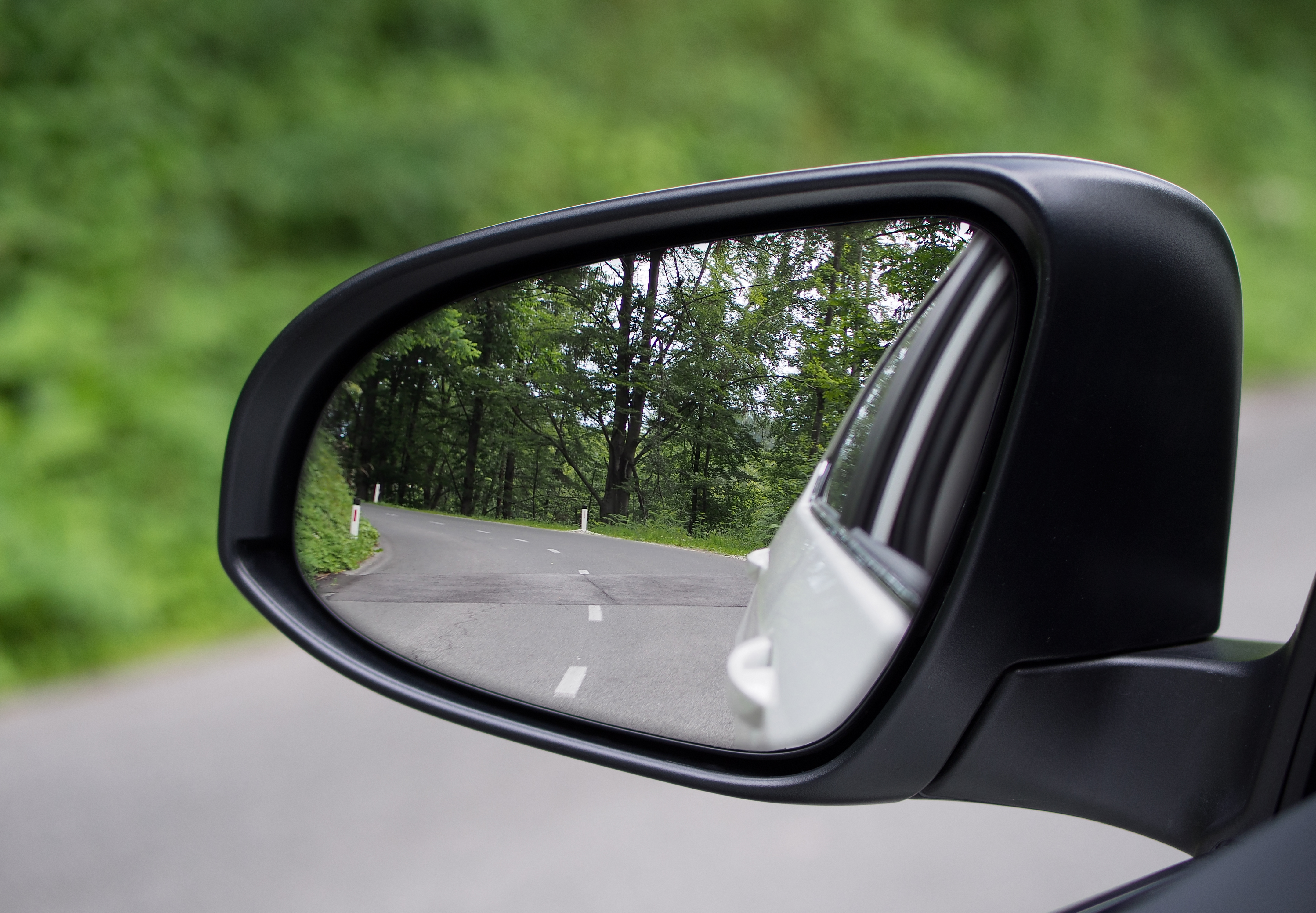

사이드 미러(side mirror), 사이드뷰 미러(side-view mirror) 또는 윙 미러(wing mirror)는 운전자의 시야 바깥, 일명 사각지대에서 운전자가 차량의 측면이나 뒷쪽의 부분을 볼 수 있도록 도움을 줄 목적으로 만들어진 모터 비클의 외부에 배치되는 거울이다.
현대의 거의 모든 자동차들은 문쪽(보통은 윙쪽이 아닌 A 필라)에 사이드 미러를 장착하고 있다.
사이드 미러는 수동 또는 원격으로 수직, 수평 조절이 가능하므로 각기 다른 높이와 착석 위치의 운전자들이 적절하게 이용할 수 있다. 원격 조정은 보든 케이블 수단으로 기계적인 방식이거나 기어 모터 방식의 전자적 수단일 수 있다. 거울의 유리는 전자적으로 가열될 수 있으며 전기변색 디밍을 포함시켜서 잇따라 오는 차량의 헤드램프로부터 오는 눈부심을 막아줄 수 있다. 점차 사이드 미러는 차량의 방향 지시 리피터를 채용해나가고 있다. 미러가 장착된 리피터는 과거에 흔히 쓰였던 윙 부분에 장착된 리피터보다 더 효율적이라는 증거가 있다.

## 같이 보기
- 사물이 거울에 보이는 것보다 가까이 있음